# Midnight Secrets
Midnight Secrets er en amerikansk stumfilm fra 1924 instrueret af Jack Nelson.

## Medvirkende
- George Larkin som Tip O'Neill
- Ollie Kirby som Rita Bonn
- Kathleen Myers som Ruth Anson
- Pauline Curley
- Jack Richardson